# Ubisoft Pune
Ubisoft Pune is een Indiaas computerspelontwikkelaar gevestigd in Pune. Het bedrijf werd in 2006 opgericht als ontwikkelstudio van Gameloft en werd in 2008 overgenomen door Ubisoft. Naast de ontwikkeling van spellen helpt de studio ook met spellen porteren en heeft het het op een na grootste kwaliteitsbewakingteam van Ubisoft.

## Ontwikkelde spellen
| Release | Titel                                     | Platform                                                     |
| ------- | ----------------------------------------- | ------------------------------------------------------------ |
| 2011    | Assassin's Creed Multiplayer Rearmed      | iOS                                                          |
| 2011    | Tom Clancy's Splinter Cell Trilogy HD     | PlayStation 3                                                |
| 2012    | Monster 4x4 3D                            | Nintendo 3DS                                                 |
| 2012    | Prince of Persia Classic                  | Android, iOS                                                 |
| 2012    | Just Dance 4                              | PlayStation 3, Wii, Wii U, Xbox 360                          |
| 2013    | Prince of Persia the Shadow and the Flame | Android, iOS                                                 |
| 2013    | Scott Pilgrim vs. the World: The Game     | PlayStation 3, Xbox 360                                      |
| 2013    | Far Cry Classic                           | PlayStation 3, Xbox 360                                      |
| 2014    | Just Dance 2015                           | PlayStation 3, PlayStation 4, Wii, Wii U, Xbox 360, Xbox One |
| 2014    | Just Dance Now                            | PlayStation 3, PlayStation 4, Wii, Wii U, Xbox 360, Xbox One |
| 2015    | Care Bears Belly Match                    | Android, iOS                                                 |
| 2015    | Grow Home                                 | PlayStation 4, Windows, Linux                                |
| 2015    | Just Dance 2016                           | PlayStation 3, PlayStation 4, Wii, Wii U, Xbox 360, Xbox One |
| 2016    | Trials Frontier                           | Android, iOS                                                 |
| 2016    | Grow Up                                   | PlayStation 4, Windows, Xbox One                             |
| 2016    | Just Dance 2017                           | PlayStation 3, PlayStation 4, Wii, Wii U, Xbox 360, Xbox One |
| 2017    | Just Dance 2018                           | PlayStation 3, PlayStation 4, Wii, Wii U, Xbox 360, Xbox One |
| 2017    | South Park: Phone Destroyer               | Android, iOS                                                 |
| 2018    | Far Cry 5                                 | PlayStation 4, Windows, Xbox One                             |
| 2018    | Assassin's Creed Odyssey                  | PlayStation 4, Windows, Xbox One                             |